# Vladimir Kanaykin
Vladimir Kanaykin (né le 21 mars 1985 en République de Mordovie) est un athlète russe spécialiste de la marche.

## Biographie
Après avoir gagné les Championnats du monde d'athlétisme jeunesse 2001, Vladimir Kanaykin a remporté les Championnats du monde juniors en 2002, a été second aux mêmes championnats en 2004 et termina 9e lors des Championnats d'Europe 2006. Il a été disqualifié lors des Championnats du monde de 2005 (50 km).
Le 29 septembre 2007, il bat le record du monde sur 20 km marche en 1 h 17 min 16 s à Saransk. Ce record a ensuite été battu par Yohann Diniz le 8 mars 2015 en parcourant la distance en 1 heure 17 min 02 s.
Le 5 août 2008, lui et son partenaire d'entraînement Valeriy Borchin sont bannis de toute compétition après avoir été positifs à l'EPO (testés en avril 2008).
Le 20 janvier 2015, il est disqualifié à vie pour son passeport biologique par sa fédération : sa médaille d'argent aux championnats du monde est annulée.